# Seuneubok Dalam (Ranto Peureulak)
Snb Dalam is een bestuurslaag in het regentschap Aceh Timur van de provincie Atjeh, Indonesië. Snb Dalam telt 235 inwoners (volkstelling 2010).